# Warm Your Heart
| Recensione              | Giudizio |
| ----------------------- | -------- |
| AllMusic                | [ 1 ]    |
| Dizionario del Pop-Rock | [ 2 ]    |
| 24.000 dischi           | [ 3 ]    |

Warm Your Heart è un album discografico di Aaron Neville, pubblicato dalla casa discografica A&M Records nel giugno del 1991.

## Tracce
1. Louisiana 1927 – 3:04 (Randy Newman)
2. Everybody Plays the Fool – 4:25 (Rudy Clark, James Ralph Bailey, Ken Williams)
3. It Feels Like Rain – 4:56 (John Hiatt)
4. Somewhere, Somebody – 3:01 (Andrew Kastner, Larry McNally, Max Gronenthal)
5. Don't Go Please Stay – 2:40 (Burt Bacharach, Bob Hilliard)
6. With You in Mind – 3:32 (Allen Toussaint)
7. That's the Way She Loves – 4:45 (Allen Toussaint)
8. Angola Bound – 4:32 (Aaron Neville, Charles Neville)
9. Close Your Eyes – 3:10 (Chuck Willis)
10. La vie dansante – 3:21 (Jimmy Buffett, Michael Utley, Will Jennings)
11. Warm Your Heart – 3:49 (Tom Dowd, Ahmet Ertegün, Jerry Wexler)
12. I Bid You Goodnight – 4:00 (Canzone tradizionale gospel delle Bahamas)
13. Ave Maria – 4:41 (Franz Schubert)

## Musicisti
Louisiana 1927
- Aaron Neville - voce
- Brian Stoltz - chitarra
- Don Grolnick - pianoforte
- Tony Hall - basso
- Carlos Vega - batteria
- Van Dyke Parks - arrangiamenti cori
- Renee Armand - cori
- Rosemary Butler - cori
- Rita Coolidge - cori
- Donny Gerrard - cori
- Willie Greene Jr. - cori
- Arnold McCuller - cori
- Linda Ronstadt - cori

Everybody Plays the Fool
- Aaron Neville - voce, cori
- David Lindley - chitarra
- Larry Klein - basso
- Linda Ronstadt - whistling
- Russell Kunkel - programming, batteria
- Arnold McCuller - cori
- Linda Ronstadt, George Massenburg e Russell Kunkel - produttori

It Feels Like Rain
- Aaron Neville - voce
- Ry Cooder - chitarra, chitarra slide
- Brian Stoltz - chitarra
- Don Grolnick - tastiere
- Bob Glaub - basso
- Carlos Vega - batteria
- Donny Gerrard - cori
- Willie Greene Jr. - cori
- Bobby King - cori
- Arnold McCuller - cori

Somewhere, Somebody
- Aaron Neville - voce
- Dean Parks - chitarre
- Robbie Buchanan - organo Hammond B-3
- Bob Glaub - basso
- Russell Kunkel - batteria
- Greg Adams - tromba, arrangiamento strumenti a fiato
- Lee Thornburg - tromba
- Emilio Castillo - sassofono tenore
- Steve Grove - sassofono alto
- Stephen Kupka - sassofono baritono
- Renee Armand - cori
- Rosemary Butler - cori
- Valerie Carter - cori
- Rita Coolidge - cori
- Arnold McCuller - cori

Don't Go Please Stay
- Aaron Neville - voce
- Brian Stoltz - chitarra
- Don Grolnick - pianoforte
- Bob Glaub - basso
- Carlos Vega - batteria
- David Campbell - arrangiamenti e conduttore orchestra
- Jeremy Cohen - violino
- Jeremy Constant - violino
- Gail Cruz - violino
- Ron Erickson - violino
- Pavel Farkas - violino
- Steven Gehl - violino
- Daniel Kobialka - vioino
- Roy Malan - violino
- Patrice May - violino
- Nathan Rubin - violino
- Jim Shallenberger - violino
- Dan Smiley - violino
- Susan Bates - viola
- Don Ehrlich - viola
- Ruth Freeman - viola
- Jim Hurley - viola
- Roxanne Jacobson - viola
- Becky Sebring - viola
- Nanci Severance - viola
- Basil Vendryes - viola
- Jenny Culp - violoncello
- Alan Gove - violoncello
- Judiyaba - violoncello
- David Kadarauch - violoncello
- Dennis Karmazyn - violoncello
- Thalia Moore - violoncello
- Larry Epstein - contrabbasso
- Shinji Eshima - contrabbasso
- Jeff Neighbor - contrabbasso
- Bill Ritchen - contrabbasso
- Angela Koregelos - flauto
- David Breeden - clarinetto
- Glen Fischthal - tromba
- Mark Lawrence - trombone
- David Krehbiel - corno francese
- Pavel Farkas - concertmaster
- Greg Sudmeier e Jeff Beal - coordinatori sinfonici
- Linda Ronstadt - arrangiamento cori
- Aiden Miles (The Grace Episcopal Choir) - cori
- Stephen Neely (The Grace Episcopal Choir) - cori
- Scott Campbell (The Grace Episcopal Choir) - cori
- Peter Bach-y-Rita (The Grace Episcopal Choir) - cori
- Shan Nichols (The Grace Episcopal Choir) - cori
- Tom Oakley (The Grace Episcopal Choir) - cori
- Stephen Ferrand (The Grace Episcopal Choir) - cori
- Joshua Chuck (The Grace Episcopal Choir) - cori
- Robert Bell (controtenori) - cori
- Kevin Ames (controtenori) - cori
- Robert Fink (controtenori) - cori
- Renee Armand - cori di sottofondo aggiunti
- Aaron Neville - cori di sottofondo aggiunti
- Linda Ronstadt - cori di sottofondo aggiunti

With You in Mind
- Aaron Neville - voce
- Larry Carlton - chitarra solista
- Brian Stoltz - chitarra
- Don Grolnick - pianoforte
- Tony Hall - basso
- Carlos Vega - batteria
- David Campbell - arrangiamenti e conduttore orchestra
- Jeremy Cohen - violino
- Jeremy Constant - violino
- Gail Cruz - violino
- Ron Erickson - violino
- Pavel Farkas - violino
- Steven Gehl - violino
- Daniel Kobialka - vioino
- Roy Malan - violino
- Patrice May - violino
- Nathan Rubin - violino
- Jim Shallenberger - violino
- Dan Smiley - violino
- Susan Bates - viola
- Don Ehrlich - viola
- Ruth Freeman - viola
- Jim Hurley - viola
- Roxanne Jacobson - viola
- Becky Sebring - viola
- Nanci Severance - viola
- Basil Vendryes - viola
- Jenny Culp - violoncello
- Alan Gove - violoncello
- Judiyaba - violoncello
- David Kadarauch - violoncello
- Dennis Karmazyn - violoncello
- Thalia Moore - violoncello
- Larry Epstein - contrabbasso
- Shinji Eshima - contrabbasso
- Jeff Neighbor - contrabbasso
- Bill Ritchen - contrabbasso
- Angela Koregelos - flauto
- David Breeden - clarinetto
- Glen Fischthal - tromba
- Mark Lawrence - trombone
- David Krehbiel - corno francese
- Pavel Farkas - concertmaster
- Greg Sudmeier e Jeff Beal - coordinatori sinfonici
- Rosemary Butler - cori
- Valerie Carter - cori
- Rita Coolidge - cori

That's the Way She Loves
- Aaron Neville - voce
- Brian Stoltz - chitarra
- Don Grolnick - pianoforte
- Plas Johnson - sassofono tenore
- Jimmy Johnson - basso
- Carlos Vega - batteria
- David Campbell - arrangiamenti e conduttore orchestra
- Jeremy Cohen - violino
- Jeremy Constant - violino
- Gail Cruz - violino
- Ron Erickson - violino
- Pavel Farkas - violino
- Steven Gehl - violino
- Daniel Kobialka - vioino
- Roy Malan - violino
- Patrice May - violino
- Nathan Rubin - violino
- Jim Shallenberger - violino
- Dan Smiley - violino
- Susan Bates - viola
- Don Ehrlich - viola
- Ruth Freeman - viola
- Jim Hurley - viola
- Roxanne Jacobson - viola
- Becky Sebring - viola
- Nanci Severance - viola
- Basil Vendryes - viola
- Jenny Culp - violoncello
- Alan Gove - violoncello
- Judiyaba - violoncello
- David Kadarauch - violoncello
- Dennis Karmazyn - violoncello
- Thalia Moore - violoncello
- Larry Epstein - contrabbasso
- Shinji Eshima - contrabbasso
- Jeff Neighbor - contrabbasso
- Bill Ritchen - contrabbasso
- Angela Koregelos - flauto
- David Breeden - clarinetto
- Glen Fischthal - tromba
- Mark Lawrence - trombone
- David Krehbiel - corno francese
- Pavel Farkas - concertmaster
- Greg Sudmeier e Jeff Beal - coordinatori sinfonici
- Renee Armand - cori
- Rosemary Butler - cori
- Valerie Carter - cori

Angola Bound
- Aaron Neville - voce, cowbell, parade drums, cori
- Brian Stoltz - chitarra, cori, percussioni
- Dr. John - pianoforte, cori, chains, percussioni
- Bob Glaub - basso, percussioni
- Carlos Vega - batteria, percussioni
- Cyril Neville - conga
- Bob Seger - cori, percussioni
- Jason Neville - rap

Close Your Eyes
- Aaron Neville - voce
- Linda Ronstadt - voce (duetto)
- Brian Stoltz - chitarra
- Don Grolnick - pianoforte
- Plas Johnson - sassofono tenore
- Tony Hall - basso
- Carlos Vega - batteria

La vie dansante
- Aaron Neville - voce
- Rita Coolidge - voce (duetto)
- Dean Parks - chitarra solista, mandolino
- Brian Stoltz - chitarra
- Don Grolnick - tastiere
- Tony Hall - basso
- Carlos Vega - batteria, percussioni
- Rosemary Butler - coro francese
- Valerie Carter - coro francese
- Rita Coolidge - coro francese

Warm Your Heart
- Aaron Neville - voce
- Brian Stoltz - chitarra
- Dr. John - pianoforte
- Daryl Johnson - basso
- Willie Green - batteria
- Donny Gerrard - cori
- Willie Greene Jr. - cori
- Bobby King - cori
- Arnold McCuller - cori

I Bid You Goodnight
- Aaron Neville - voce
- Ry Cooder - chitarra
- Jim Keltner - batteria
- Donny Gerrard - cori
- Willie Greene Jr. - cori
- Bobby King - cori
- Arnold McCuller - cori

Ave Maria
- Aaron Neville - voce
- Linda Ronstadt - voce soprano aggiunta
- Don Grolnick - pianoforte
- David Campbell - arrangiamenti e conduttore orchestra
- Jeremy Cohen - violino
- Jeremy Constant - violino
- Gail Cruz - violino
- Ron Erickson - violino
- Pavel Farkas - violino
- Steven Gehl - violino
- Daniel Kobialka - vioino
- Roy Malan - violino
- Patrice May - violino
- Nathan Rubin - violino
- Jim Shallenberger - violino
- Dan Smiley - violino
- Susan Bates - viola
- Don Ehrlich - viola
- Ruth Freeman - viola
- Jim Hurley - viola
- Roxanne Jacobson - viola
- Becky Sebring - viola
- Nanci Severance - viola
- Basil Vendryes - viola
- Jenny Culp - violoncello
- Alan Gove - violoncello
- Judiyaba - violoncello
- David Kadarauch - violoncello
- Dennis Karmazyn - violoncello
- Thalia Moore - violoncello
- Larry Epstein - contrabbasso
- Shinji Eshima - contrabbasso
- Jeff Neighbor - contrabbasso
- Bill Ritchen - contrabbasso
- Angela Koregelos - flauto
- David Breeden - clarinetto
- Glen Fischthal - tromba
- Mark Lawrence - trombone
- David Krehbiel - corno francese
- Pavel Farkas - concertmaster
- Greg Sudmeier e Jeff Beal - coordinatori sinfonici
- Peter Ronstadt e Linda Ronstadt - arrangiamento cori
- Dr. John Fenstermaker - direzione coro (The Grace Episcopal Choir)
- Aiden Miles (The Grace Episcopal Choir) - cori
- Stephen Neely (The Grace Episcopal Choir) - cori
- Scott Campbell (The Grace Episcopal Choir) - cori
- Peter Bach-y-Rita (The Grace Episcopal Choir) - cori
- Shan Nichols (The Grace Episcopal Choir) - cori
- Tom Oakley (The Grace Episcopal Choir) - cori
- Stephen Ferrand (The Grace Episcopal Choir) - cori
- Joshua Chuck (The Grace Episcopal Choir) - cori
- Robert Bell (controtenori) - cori
- Kevin Ames (controtenori) - cori
- Robert Fink (controtenori) - cori

Note aggiuntive
- Linda Ronstadt - produttore
- Linda Ronstadt, George Massenburg e Russell Kunkel - produttori (solo brano: Everybody Plays the Fool)
- Janet Stark - assistente alla produzione
- Ivy Skoff e Arlene Matza - coordinatori alla produzione
- Registrazioni effettuate tra il marzo 1990 ed il marzo 1991 al:
- Ultrasonic Studios di New Orleans (Louisiana)
- Conway Recording, Ocean Way Recording e Studio F di Los Angeles (California)
- Russian Hill Recording di San Francisco (California)
- Skywalker Ranch di Marin County (California)
- George Massenburg - ingegnere delle registrazioni e del mixaggio
- Jay Gallagher - ingegnere delle registrazioni aggiunto
- Nathaniel Kunkel, David Farrel, Marnie Riley, Craig Silvey, John Hurst, Brett Swain, Bob Edwards, M.T. Silva, Noel Hazen - assistenti ingegnere delle registrazioni
- Masterizzato da Doug Sax al The Mastering Lab di Los Angeles (California)
- Chuck Beeson - grafica album
- Chuck Beeson / Peter Grant - design album
- John Casado - fotografia[5]